# Clariallabes heterocephalus
Clariallabes heterocephalus es una especie de pez de la familia Clariidae en el orden de los Siluriformes.

## Morfología
• Los machos pueden llegar alcanzar los 13,7 cm de longitud total.

## Distribución geográfica
Se encuentran en África: río Luita (Angola ).